# 일데쇠르역
일데쇠르역(프랑스어: Station Île-des-Sœurs)은 캐나다 퀘벡주 몬트리올의 일데쇠르 (넌스아일랜드)에 있는 몬트리올 광역급행철도 (REM)가 정차하는 경전철역이다. 퀘벡 연금보험 및 투자신탁공사의 계열사인 CDPQ 인프라가 소유하는 이 역은 2023년 7월 29일에 몬트리올 상트랄역에서 브로사르까지 광역급행철도 1단계 구간이 개통하면서 동시에 개통하였다.

## 위치
일데쇠르역은 섬을 가로지르는 10번 고속도로 정중앙에 위치해있다. 출입구는 불바르 르네 레베크와 샹플랭교 진입로 등 두 곳으로 나있다. 역 앞에는 광장과 버스 승강장이 조성되어있으며, 역 밑에 있는 지하 통로를 통해 고속도로로 단절된 북쪽과 남쪽을 이어준다. 역 북쪽으로는 10번 고속도로를 따라 몬트리올의 푸앵트생샤를과 그리핀타운을 지나 몬트리올 상트랄역까지 이어지고, 역 남쪽으로는 사뮈엘 드 샹플랭교를 건너 브로사르의 불바르 타쉐로 (Boulevard Taschereau)에 위치한 다음 역인 파나마역까지 이어진다.

## 역사
1962년에 지어졌던 몬트리올에서 세인트로렌스강을 건너 브로사르를 잇는 샹플랭교가 노후하면서 2011년 10월 5일, 드니 르벨 캐나다 교통부 장관은 기존의 다리를 전면 교체하겠다고 발표하였다. 샹플랭교 교체가 발표되면서 연방 정부는 퀘벡주 교통부에 몬트리올과 브로사르를 이을 교통수단이 어떤 것이 좋을 지 물어보았다. 이에 대해 퀘벡주는 2013년 4월 19일에 새로 지어질 샹플랭교에 경전철을 놓을 것을 권장하였다. 샹플랭교 대체 공사는 2015년 6월 19일에 착공하였다. 기존의 샹플랭교를 대체할 사뮈엘 드 샹플랭교 (Pont Samuel-De Champlain)가 2019년 7월 1일에 양방향으로 개통하였고, 다리 가운데에는 추후 경전철이 놓일 공간이 마련되었다.
2016년 4월 22일, 몬트리올 시장과 퀘벡 연금보험 및 투자신탁공사 (Caisse de dépôt et placement du Québec, CDPQ)는 광역전기철도 (Réseau électrique métropolitain, REM)라는 사업을 공식 발표하였다. 총 길이 67km의 무인 자동 경전철 노선인 광역전기철도는 브로사르에서 몬트리올 시내의 몬트리올 상트랄역을 거쳐 몬트리올 트뤼도 국제공항, 몬트리올섬 서부와 세인트로렌스강 북쪽의 두몽타뉴를 잇는 노선이다. 광역전기철도라는 이름은 설계 도중에 광역급행철도 (Réseau express métropolitain)로 이름을 바꾸었으며, 2018년 4월 12일에 착공하였다.
일데쇠르에는 광역급행철도를 짓기 위해 세 가지 구조물을 지어야 했는데, 첫 번째는 몬트리올섬에서 일데쇠르를 잇는 철교, 두 번째는 이 철교에서 고속도로 중앙으로 이어지는 고가 선로, 세 번째는 이후 고속도로 중앙에 설치될 역 건물이었다. 일데쇠르 수로 철교 (Pont du chenal de l'Île-des-Sœurs)는 길이가 230m로 세인트로렌스강과 근처 도시 풍경에 걸맞게 지어졌다. 철교에서 역까지 이어지는 고가 선로는 총 14개의 기둥으로 이루어졌고, 15번 고속도로 북쪽 방면 차선 위로 지나간다. 고가 선로는 철근 콘크리트와 강철 재질로 만들어졌으며, 사전에 제작한 구조물을 설치하는 방식으로 지어졌다. 역 건물은 고속도로 한가운데에 있는 관계로 공간이 협소하고, 이에 따라 섬식 승강장으로 지어졌다.
2019년에는 역과 고가 선로 기둥 등의 기초 공사가 시작되었고, 2020년에는 기둥과 빔을 설치하고, 역의 기초와 콘크리트 타일, 금속 구조를 설치하였다. 2020년 11월에 들어서서 철교 데크 건설이 거의 마무리되었고, 고가 선로에는 마지막 기둥과 데크, 또한 역 건물은 골조 작업이 마무리에 들어섰다. 2021년부터는 본격적으로 선로와 전차선, 관련 전기 시설을 놓기 시작하였고, 역에는 강철 구조물과 외벽은 물론 내부 건설에 들어갔으며, 역 밖에는 원형 교차로와 남쪽에 있는 차량 정차 시설 공사도 진행하였다. 2022년에 들어서서 웬만한 역과 선로 공사는 마무리되었고, 몬트리올 시내에서 브로사르까지 놓인 선로에 전원이 공급되었다. 전원이 공급된 이 선로를 따라 2022년 7월부터 시범 운행에 돌입하였고, 공사 지연 등을 겪은 광역급행철도는 2023년 7월 29일에 개통하였고, 7월 31일부터 상업 운행을 개시하였다.
2023년 4월 말부터 경전철 개통을 앞두고 시험운행에 들어간 광역급행철도에 대해 일데쇠르역 근처를 지나갈 때 전동차 소음이 너무 심하다는 민원이 줄곧 접수되었다. 2023년 5월 9일, 일데쇠르의 250명이 넘는 주민들이 REM 선로를 따라 방음벽을 설치해줄 것을 서명하였다. 이에 대해 시공사인 CDPQ 인프라는 방음벽 설치 등 선로 소음 최소화에 해결책을 찾고 있다고 밝혔다.

## 시설
일데쇠르역은 1층에는 출입구가 있고 2층에는 승강장이 있는 복층 구조이다. 1층에는 출입구와 자동판매기가 위치해있으며, 2층 승강장까지는 계단, 에스컬레이터, 엘리베이터를 통해 이어진다. 승강장은 2면 2선의 상대식 승강장이다. 역 앞에는 20대 규모의 자전거 거치대가 있으며, 역 남쪽에는 택시 승강장과 마중 나오는 차량이 정차할 수 있는 공간이 마련되어있다. 버스는 역 남쪽에 있는 버스 승강장이나 북쪽에 있는 버스 정류장에 정차한다.

## 버스 연결편
일데쇠르역에는 몬트리올 교통공사의 12, 168, 172, 176번 버스가 정차하며, 이중 12, 168번 버스는 르네 레베크 / 자크 르베르에 있는 버스 정류장에서 이용할 수 있고, 172번과 176번 버스는 역 남쪽에 있는 버스 승강장에 정차한다.
12번 일데쇠르 (Île-des-Sœurs) 버스는 일데쇠르와 베르됭을 잇는 버스로, 베르됭의 드 레글리즈역에서 일데쇠르역 북쪽 정류장을 지나 섬 남쪽 끝의 푸앵트쉬드 (Pointe-Sud)까지 이어지며, 매일 오전 5시 30분부터 오후 11시까지 운행한다. 168번 시테뒤아브르 (Cité-du-Havre) 버스는 몬트리올 시내와 일데쇠르를 잇는 버스로, 시내의 맥길역에서 일데쇠르역 북쪽 정류장을 지나 섬 남쪽 끝의 푸앵트쉬드까지 이어진다. 168번 버스는 평일 오전 5시부터 오후 9시까지 운행한다. 172번 뒤 골프 (Du Golf) 버스는 일데쇠르 내부에서 운행하는 버스로, 평일 출퇴근 시간대에는 10분 간격, 평시에는 20분 간격으로 운행하며, 평일 오전 5시부터 다음 날 오전 1시 30분까지 운행한다. 176번 베를리오즈 (Berlioz) 버스 또한 일데쇠르 내부에서 운행하는 버스로, 평일 오전 5시부터 다음 날 오전 1시 30분까지, 주말 오전 6시부터 다음 날 오전 1시 30분까지 운행하며, 출퇴근 시간대에는 8-10분 간격, 평시와 주말에는 20분 간격으로 운행한다.
일데쇠르에는 심야버스가 운행하지 않는다.

## 근처 명소
- 벨 캠퍼스 (Campus Bell): 벨 캐나다 본사
- 플라스 뒤 코메르스 (Place du Commerce)

## 인접한 역
| 몬트리올 광역급행철도 | 몬트리올 광역급행철도 | 몬트리올 광역급행철도 |
| --------------------- | --------------------- | --------------------- |
| 상트랄역 방면         | 몬트리올 광역급행철도 | 파나마 브로사르 방면  |